# Ribérac
Ribérac är en kommun i departementet Dordogne i regionen Nouvelle-Aquitaine i sydvästra Frankrike. Kommunen ligger i kantonen Ribérac som tillhör arrondissementet Périgueux. År 2022 hade Ribérac 3 770 invånare.

## Befolkningsutveckling
Antalet invånare i kommunen Ribérac
Referens:INSEE